# Waldron DeWitt Miller
Waldron DeWitt Miller (* 4. August 1879 in Brooklyn, New York City; † 7. August 1929 in New Brunswick, New Jersey) war ein US-amerikanischer Ornithologe.
Er war als assoziierter Kurator am American Museum of Natural History tätig. Zusammen mit Alexander Wetmore erarbeitete er ein Schema zur Klassifizierung von Vögeln für die American Ornithologists’ Union (A.O.U. Check–List).

## Leben
Miller, Sohn eines Majors, wuchs in Plainfield auf und begann bereits während des dortigen Schulbesuchs mit dem Beobachten von Vögeln und ihren Lebensbedingungen wie dem Westlichen Waldtyrann. Im Anschluss wechselte er zur East Greenwich–Academy und nahm nach deren Abschluss eine Tätigkeit bei einem Versicherer in New York City auf. Durch die Lektüre der Werke des literarischen Naturforschers John Burroughs wuchs sein Interesse für die Vogelkunde weiter und wurde 1896 assoziiertes Mitglied der American Ornithologists’ Union sowie 1900 korrespondierendes Mitglied des Delaware Valley Ornithological Club in Philadelphia. Daneben war er 1897 Mitgründer der John-James-Audubon-Gesellschaft von New Jersey und bis zu seinem Tod deren Vizepräsident.
Durch einen Nachbarn lernte Miller den Bankier und Ornithologen Frank Michler Chapman kennen, durch dessen Vermittlung er 1903 eine Tätigkeit als Assistant in der Abteilung für Mammalogie und Ornithologie des American Museum of Natural History aufnehmen konnte. Während er sich bis dahin hauptsächlich mit den Vögeln der Ostküste der Vereinigten Staaten befasste, beschäftigte er sich durch die Lektüre der Werke von Elliott Coues fortan mit der allgemeinen Ornithologie. In der Folgezeit befasste er sich als Präparator insbesondere mit der Aufarbeitung der Vögel, die aus Expeditionen aus Mexiko und Panama stammten.
Miller, der 1906 Mitglied der American Ornithologists’ Union wurde, wurde 1911 Assistenz-Kurator und schließlich 1917 assoziierter Kurator am American Museum.
Kurz darauf unternahm er 1917 mit Ludlow Griscom, der zu dieser Zeit seine Stelle als Assistenz-Kurator am American Museum angetreten hatte, eine Feldstudie zur Erforschung der Vogelwelt in Nicaragua. Daraus entstand ein umfangreicher Bericht über die Lebensumstände, lokale Vorkommen, Beziehungen und Nahrung der dortigen Vögel.
Des Weiteren befasste er sich mit der Klassifikation von Federn auf der Grundlage der Beschreibung von Eisvögeln und Spechte. 1922 wurde er auswärtiges Mitglied der British Ornithologists’ Union (BOU). Zusammen mit Alexander Wetmore erarbeitete er ein Schema zur Klassifizierung von Vögeln für die American Ornithologists’ Union (A.O.U. Check–List). Diese Liste wurde 1926 mit der Klassifizierung von Raben und Krähen begonnen.
Ferner befasste er sich auch mit der Katalogisierung von Falken und allgemeinen Vogelstudien im Bundesstaat New Jersey. 1928 unternahm er zusammen mit Willard Gibbs Van Name eine ausgedehnte Feldstudie in die Waldgebiete im Westen der USA und befasste sich dabei auch mit Fragen des Waldschutzes. Darüber hinaus verfasste er auch eine umfangreiche Abhandlung über das Schlangenvorkommen in New Jersey.
Miller verstarb im St. Peter’s Hospital in New Brunswick an den Folgen eines Straßenverkehrsunfalls, den er am 4. August 1929 erlitten hatte.

## Veröffentlichungen
- List of Birds Collected in Southern Sinaloa, Mexico, by J.H. Batty, During 1903-1904, 1905
- List of Birds Collected in Northwestern Durango, Mexico, by J.H. Batty, During 1903, 1906
- A Review of the Manakins of the Genus Chiroxiphia, 1908
- A Revision of the Classification of the Kingfishers, 1912
- Notes on Ptilosis: With Special Reference to the Feathering of the Wing, 1915
- Three New Genera of Birds, 1915
- Descriptions of Proposed New Birds from Central America, with Notes on Other Little-known Forms, Mitautor Ludlow Griscom, 1921
- Further Notes on Ptilosis, 1924
- Variations in the Structure of the Aftershaft and Their Taxonomic Value, 1924
- Descriptions of New Birds from Nicaragua, Mitautor Ludlow Griscom, 1925
- Notes on Central American Birds, with Descriptions of New Forms, Mitautor Ludlow Griscom, 1925
- Field Notes of Waldron DeWitt Miller on the Snakes of New Jersey, 1926, Neuauflage 1937 (Herausgeberin Adelaide Bertha Heyen)
- A Crisis in Conservation: Serious Danger of Extinction of Many North American Birds, Mitautoren Willard Gibbs Van Name und Davis Quinn, 1929
- The Scansorial Foot of the Woodpeckers, with Comments on the Evolution of Perching and Climbing Feet in Birds, 1931, Neuauflage 1959 (Herausgeber Walter Joseph Bock)